# Артур Гергеї
Артур Гергей (угор. Artúr Görgei; 30 січня 1818, Топорець, Спиш, Угорщина, Австрійська імперія — 21 травня 1916, Будапешт, Австро-Угорщина) — угорський військовик, один із проводирів Угорської революційної армії під час «весни народів» 1848—1849 років.

## Життєпис
У молодому віці Гергеї був талановитим хіміком; його праці з хімії були оцінені тогочасними угорськими та європейськими науковцями. Проте більш відомим Гергеї є завдяки участі в Угорській революції 1848—1849 років. Найбільш успішний генерал та військовий геній в Угорській революційній армії, він звільнив більшу частину Західної Угорщини від австрійської влади в ході переможної Весняної кампанії. Угорський уряд у віддяку за успіхи призначив його міністром оборони. 11 серпня 1849 року, коли угорська армія вже була виснажена внаслідок російської інтервенції, лідер революції Лайош Кошут призначив Гергеї диктатором, зрікшись власної посади на його користь, та емігрував. 13 серпня Гергеї капітулював перед російською армією поблизу села Вілагош, що ознаменувало кінець революції.
Проблемні взаємини Гергеї з Кошутом вплинули на курс війни за незалежність, військову кар'єру Гергея, його постреволюційну діяльність. Під час кампаній зими та літа 1848—1849 років Гергеї сперечався з Кошутом через їхнє різне бачення військових кампаній і тому, що Гергеї не схвалив Декларацію про незалежність Угорщини, одним із найбільших прихильників якої був Кошут. Тому останній утримувався від призначення Гергеї на посаду головнокомандувача угорської армії, підтримуючи інших генералів (Генрик Дембінський, Лазар Месарош), тим самим послаблюючи армію.
Після капітуляції перед російською армією його не стратили, як більшість угорських революційних генералів, через російське заступництво, проте його поселили в місті Клагенфурт (Каринтія), де за ним вели нагляд до 1867 року, коли учасники революції були амністовані у зв'язку з укладенням австро-угорського компромісу. Таким чином, Гергеї зміг повернутися до Угорщини. Протягом наступних років Гергеї жив у злиднях, намагаючись знайти собі роботу. Врешті-решт, його брат Іштван надав йому житло у Вишеграді, де Гергеї прожив останні десятиліття свого життя.
Після повернення Гергеї й до його смерті угорська громадська думка була ворожою щодо нього через фальшиві звинувачення. Кошутів «Лист із Видина», написаний після угорської капітуляції, викликав ненависть до Гергея з боку угорців, оскільки ті масово повірили, що Гергеї був зрадником. Унаслідок історичних досліджень XX—XXI століть репутація Гергеї покращилася: його рідше називають зрадником, натомість частіше — одним із найбільших національних героїв XIX століття.
1848 року Гергеї одружився з Адель д'Обуен. 1850 року в подружжя народилася дочка Берта, а 1855 — син Корнел. Артур Гергеї помер 21 травня 1916 року в Будапешті у віці 98 років після низки захворювань (страждав від грипу та пневмонії). Його поховали з почестями на кладовищі Керепеші.

## Галерея

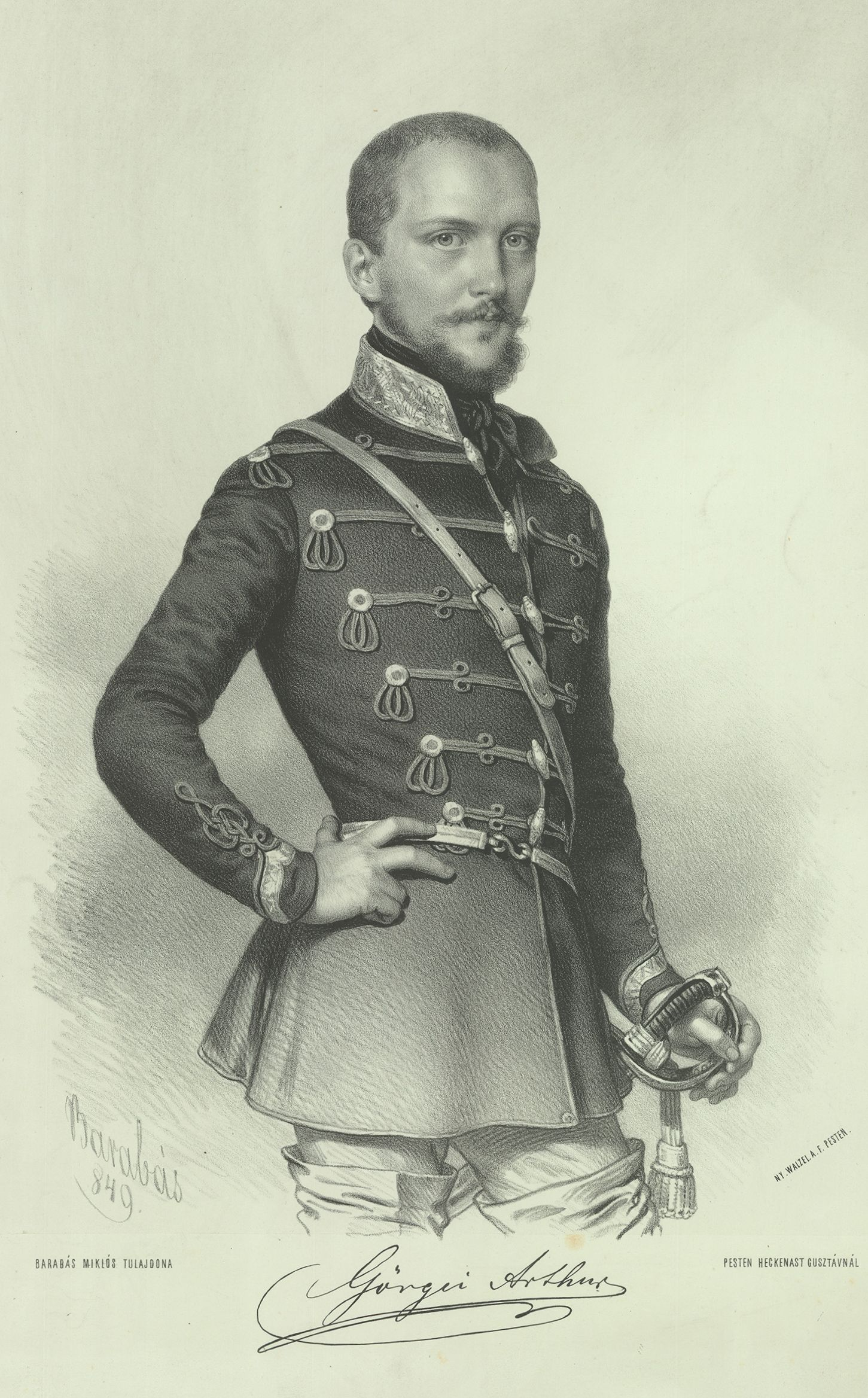
Гергеї в 1849 році. Літографія Міклоша Барабаша, 1849
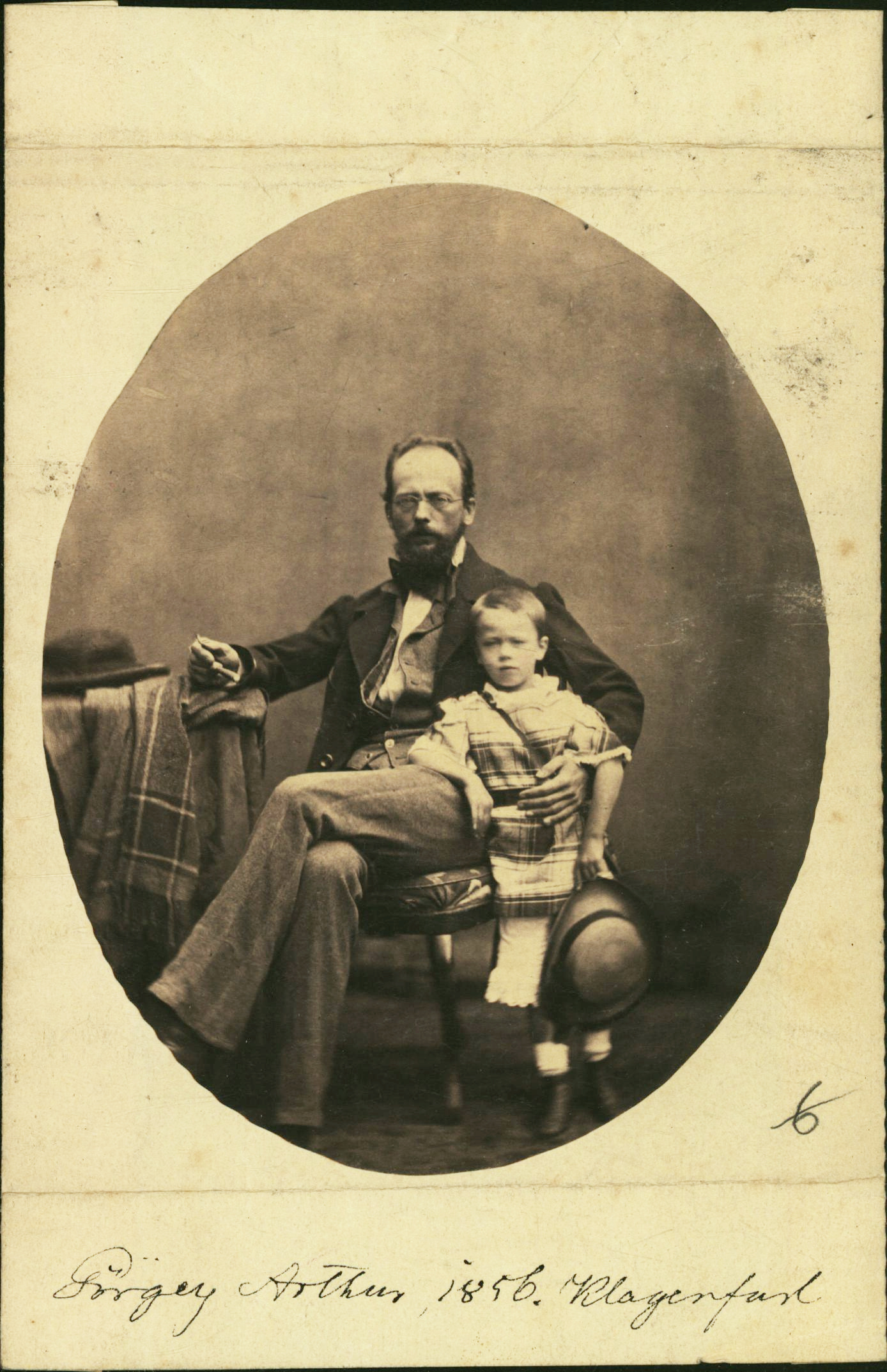
Гергеї із сином Корнелом. Клагенфурт, 1856
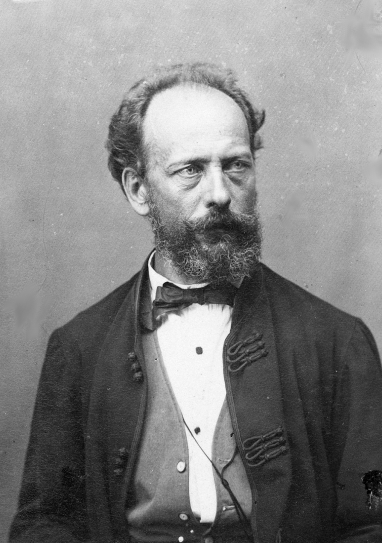
Гергеї в 1867 році
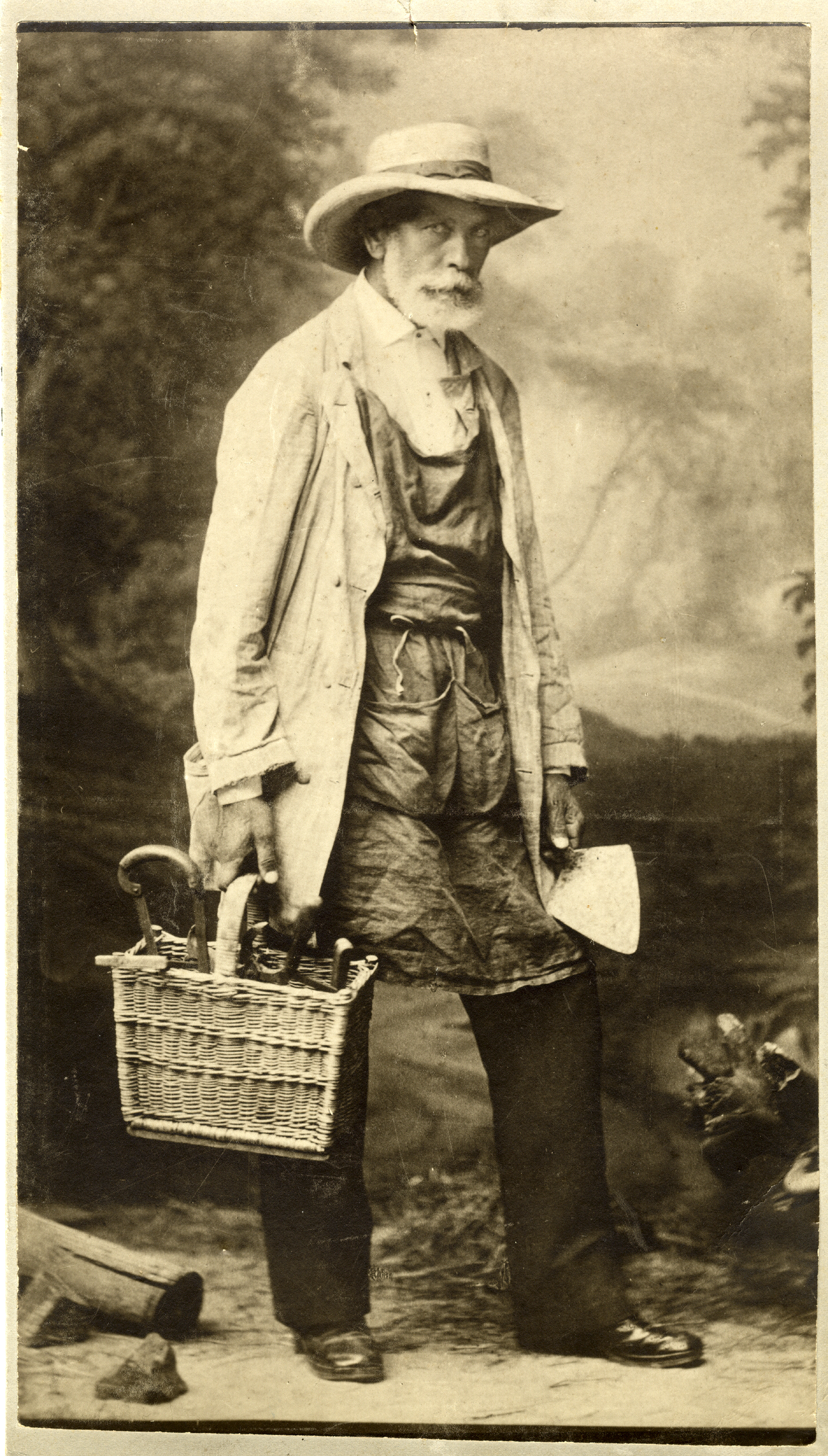
Гергеї займається садівництвом у Вишеграді, прибл. 1890
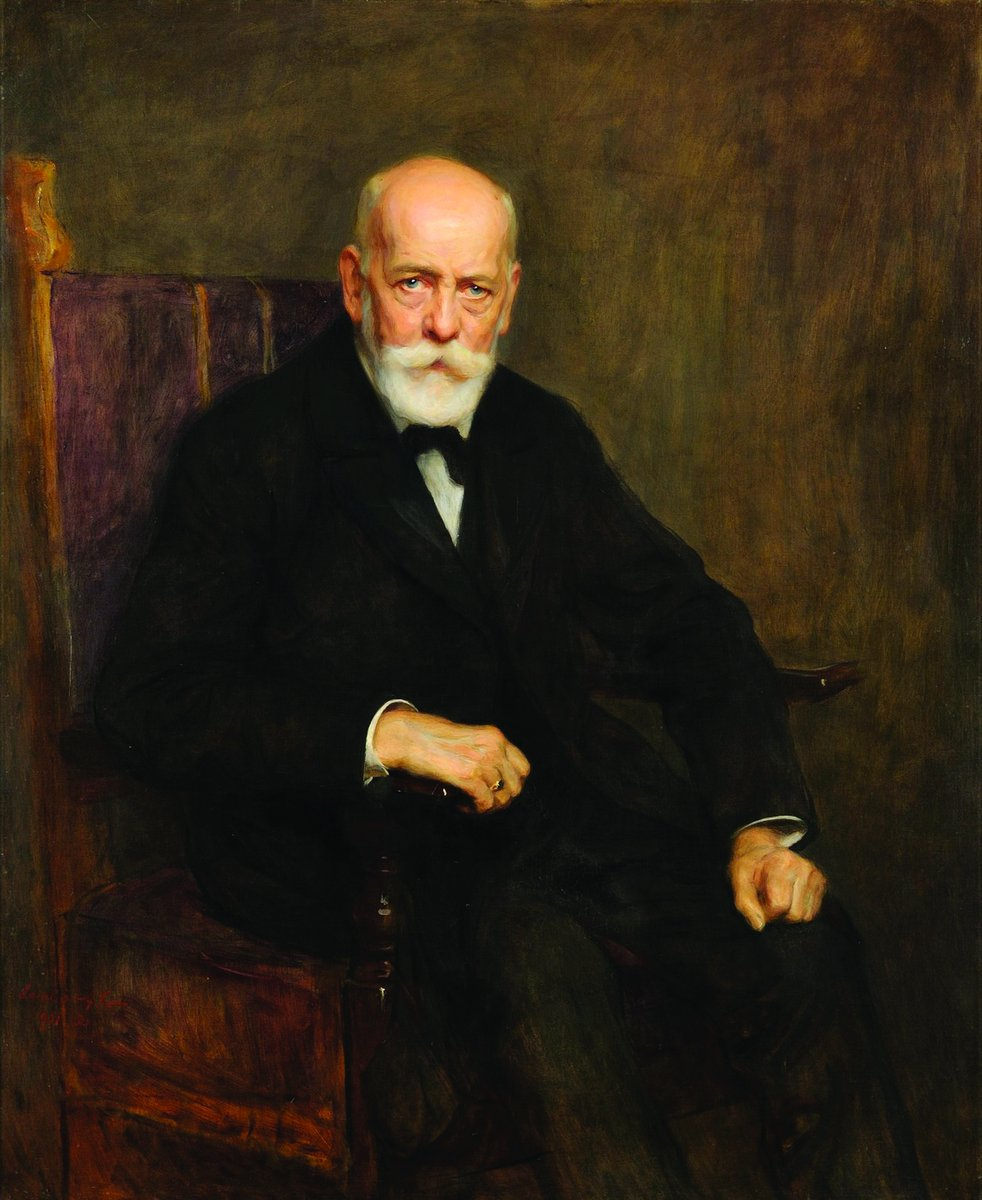
Портрет Артура Гергеї роботи Філіпа де Ласло, 1901
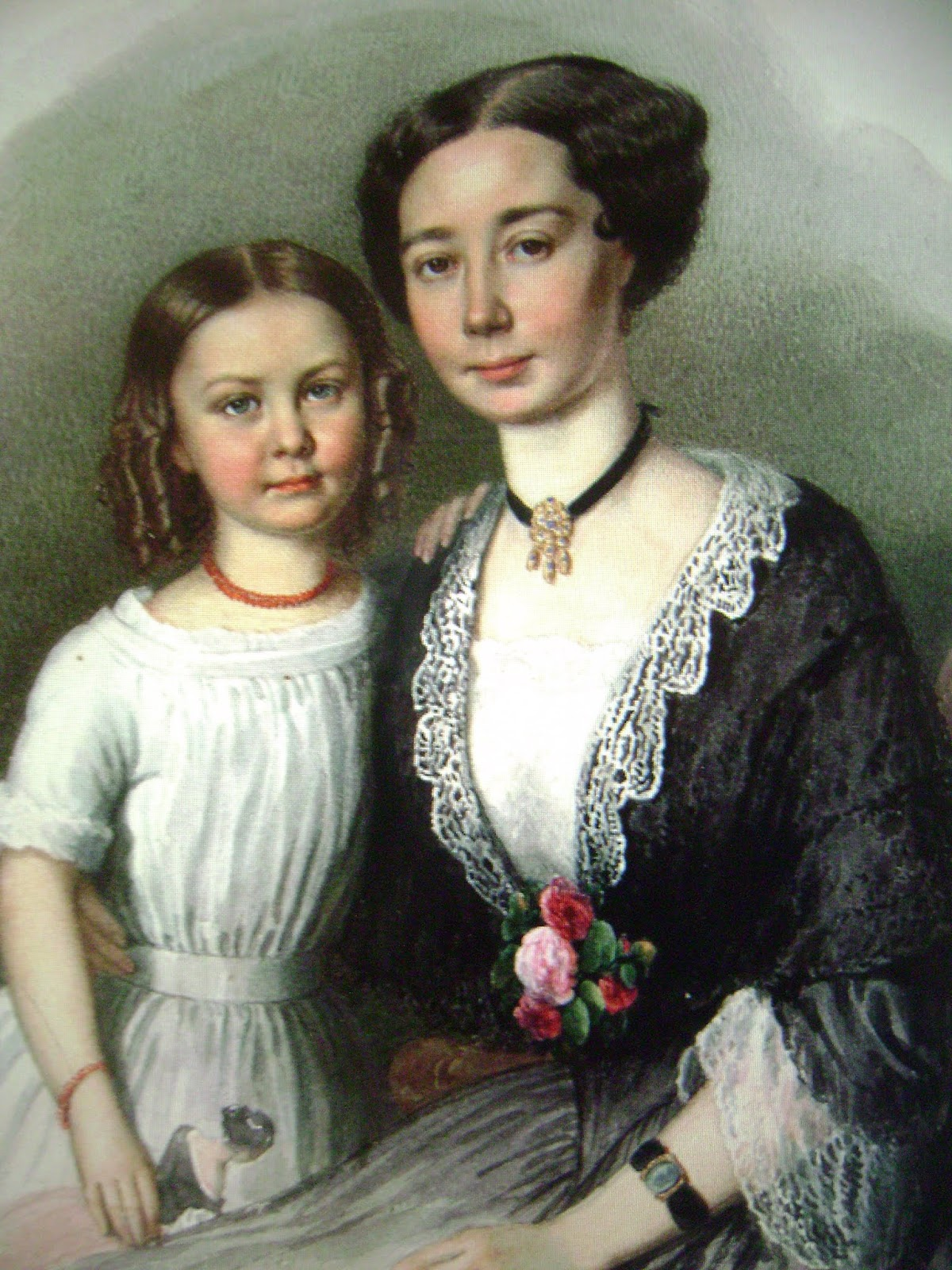
Дружина Гергеї Адель із їхньої дочкою Бертою, 1859
- Артур Гергеї на кінохроніці 1910 року
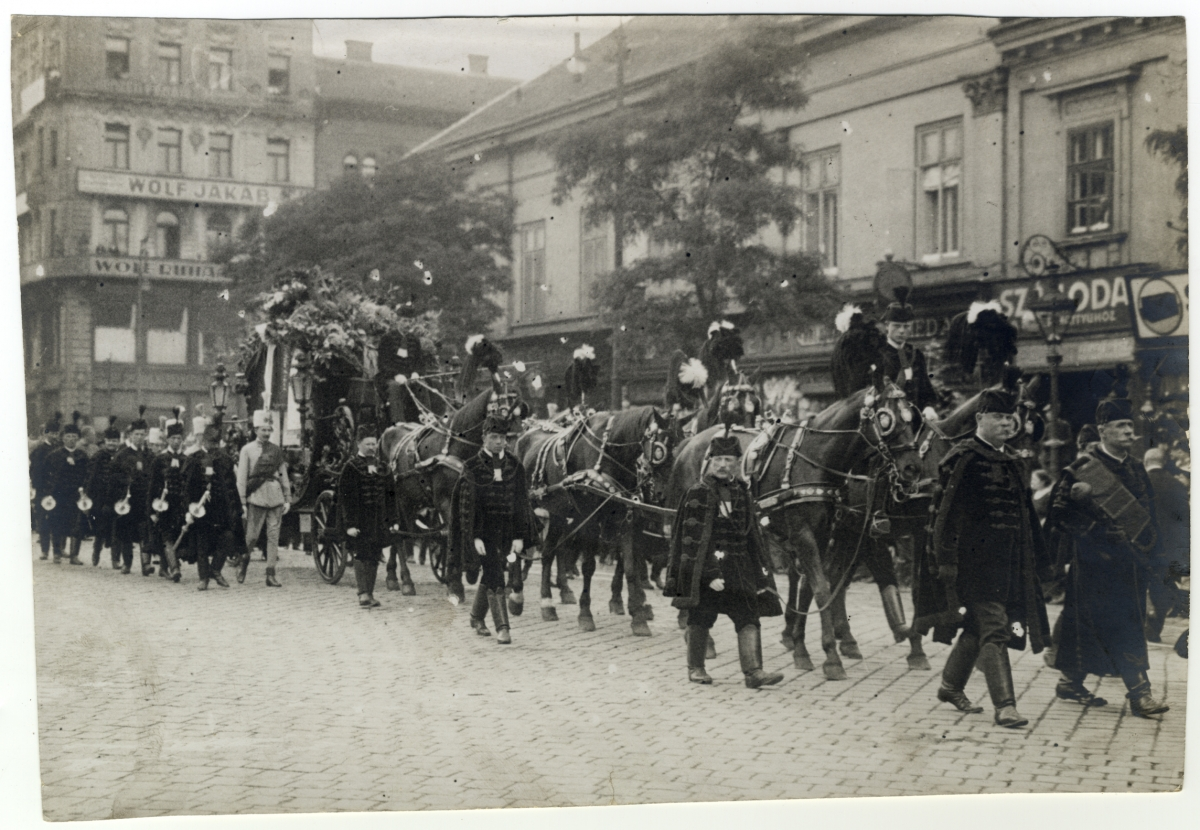
Похорон Гергеї в Будапешті. 25 травня 1916